# Super Rugby Américas 2025
El Súper Rugby Américas 2025 (por sus siglas, SRA 2025) fue la sexta temporada del torneo de rugby masculino de franquicias profesionales de América organizado por Sudamérica Rugby, máximo ente del rugby de América del Sur, y la tercera temporada bajo la denominación "Súper Rugby Américas". El torneo comenzó el 14 de febrero de 2025 y concluyó el 13 de junio del mismo año.
A partir de esta temporada se incorporó al torneo una tercera franquicia argentina: Tarucas de Tucumán. Este es el primer representante de la región norte de la Argentina en el torneo, haciendo de local en La Caldera del Parque (sede de Tucumán Lawn Tennis Club) y utilizando el tradicional color naranja propio del seleccionado de la Unión de Rugby de Tucumán. A pesar de esta inclusión, la cantidad de participantes se mantuvo en siete debido a la salida de American Raptors del torneo.
Durante esta temporada se repitió la final de la edición 2023, enfrentando a los últimos dos campeones: Dogos XV de Córdoba (campeón defensor) y Peñarol Rugby de Uruguay (campeones en 2022 y 2023). El equipo uruguayo se impuso nuevamente, ganando la final 35-34 y obteniendo así su tercer título. Simón Benítez Cruz de Tarucas fue elegido como el mejor jugador del torneo, mientras que Faustino Sánchez Valarolo de Dogos XV fue elegido como jugador revelación.

## Sistema de disputa

### Fase Clasificatoria
El torneo se disputó con una etapa de clasificación ("Fase Clasificatoria") disputada por los siete equipos participantes, implementado un sistema de todos contra todos a dos rondas con encuentros de local y de visitante. Los equipos clasificados del 1.º al 4.º lugar al finalizar la Fase Clasificatoria accedieron a las semifinales del torneo.
En caso de producirse una igualdad en el puntaje final de la tabla de posiciones, el lugar de preferencia en la misma se definirá con los siguientes criterios:
- Resultados obtenidos en los partidos jugados entre sí por los dos equipos igualados.
- Diferencia de tantos a favor en todos los partidos jugados por cada equipo empatado.
- Diferencia de tries a favor en todos los partidos jugados por cada equipo empatado.
- Tantos a favor en todos los partidos jugados por cada equipo empatado.
- Suma total de los tries anotados por cada equipo empatado.
- Cantidad de tarjetas rojas recibidas por cada equipo empatado.
- Cantidad de tarjetas amarillas recibidas por cada equipo empatado.
- Si a pesar de la aplicación de todos los sistemas anteriormente previstos subsistiera el empate se resolverá mediante un sorteo.

Si existiese un empate de tres o más equipos, se tomaron en cuenta los criterios a partir del segundo ítem. Excepción a este inciso: si uno de los equipos empatados les hubiera ganado todos los partidos a los otros empatados, este sería considerado el mejor ubicado.

### Semifinales y final
Las fases finales (semifinales y final) se disputaron a eliminación directa en las sedes de los equipos mejor clasificados al finalizar la Fase Clasificatoria del torneo. La semifinal número 1 la jugaron el equipo clasificado en 1.° lugar frente al equipo clasificado en 4.° lugar; la semifinal número 2 la jugaron el equipo clasificado en 2.° lugar frente al equipo clasificado en 3.° lugar.
Los equipos perdedores en semifinales no jugaron un partido para definir el tercer puesto; el equipo con mejor clasificación en la tabla general de la liga al finalizar la Fase Clasificatoria ocupó el tercer lugar. La final fue a partido único, disputada por los equipos ganadores de los partidos de semifinales. El ganador del partido final fue declarado como el campeón de la temporada.

## Equipos participantes
Durante esta temporada participaron siete franquicias provenientes de cinco países distintos.
| Franquicia          | Ciudad                           | Estadio local                               | Capacidad |
| ------------------- | -------------------------------- | ------------------------------------------- | --------- |
| Cobras Brasil Rugby | Jacareí, Brasil                  | Estádio Du Cambuzano                        | 4000      |
| Dogos XV            | Córdoba, Argentina               | Tala Rugby Club                             | 4000      |
| Pampas              | Buenos Aires, Argentina          | La Catedral (CASI)                          | 3000      |
| Peñarol Rugby       | Montevideo, Uruguay              | Estadio Charrúa                             | 11 226    |
| Selknam Rugby       | Santiago de Chile, Chile         | Centro de Alto Rendimiento de Rugby         | 2900      |
| Tarucas             | San Miguel de Tucumán, Argentina | La Caldera del Parque (Tucumán Lawn Tennis) | 8000      |
| Yacare XV           | Luque, Paraguay                  | Estadio Héroes de Curupayty                 | 3000      |

### Cambios
Hubo dos cambios en los equipos participantes del torneo respecto a los participantes de la temporada anterior.
- American Raptors: la única franquicia norteamericana en el torneo, propiedad de la Ciudad de Glendale, fue comprada por inversores privados en 2024 y desistió de participar del torneo en 2025 con el objetivo de revaluar su programa de rugby. La partida se realizó de forma cordial, con la posibilidad de un regreso en 2026 en caso de avanzarse en los planes de una "conferencia norte" en la liga.[15][16][17]

- Tarucas: la Unión Argentina de Rugby confirmó la incorporación de una tercera franquicia argentina en el torneo el 21 de noviembre de 2024, localizada en Tucumán y representando al Noroeste Argentino (NOA). El 1 de octubre, la franquicia fue oficialmente lanzada bajo el nombre Tarucas, nombre de los ciervos autóctonos de la Argentina y representativos de la región. La franquicia usaría el color naranja, tradicionalmente asociado con "La Naranja", el reconocido seleccionado de la Unión de Rugby de Tucumán.[18][19][20][21]

### Distribución geográfica de los equipos
Distribución geográfica de las sedes de los equipos participantes:

## Clasificación
| Pos. | Equipo    | PJ | PG | PE | PP | AF  | AC  | Dif. | Pts. Bonus | Puntos |
| ---- | --------- | -- | -- | -- | -- | --- | --- | ---- | ---------- | ------ |
| 1.º  | Pampas    | 12 | 8  | 1  | 3  | 380 | 230 | +150 | 7          | 41     |
| 2.º  | Peñarol   | 12 | 8  | 0  | 4  | 328 | 264 | +64  | 7          | 39     |
| 3.º  | Selknam   | 12 | 7  | 0  | 5  | 340 | 313 | +27  | 9          | 37     |
| 4.º  | Dogos XV  | 12 | 6  | 1  | 5  | 438 | 297 | +141 | 11         | 37     |
| 5.º  | Tarucas   | 12 | 6  | 0  | 6  | 373 | 329 | +44  | 10         | 34     |
| 6.º  | Yacare XV | 12 | 6  | 0  | 6  | 309 | 332 | -23  | 7          | 31     |
| 7.º  | Cobras    | 12 | 0  | 0  | 12 | 230 | 633 | -403 | 5          | 5      |

Nota: Se otorgaron 4 puntos por partido ganado, 2 por empate y 0 por partido perdido
Puntos Bonus: 1 punto por anotar 4 tries o más en un partido (BO) y 1 al equipo que pierda por 7 tantos de diferencia o menos (BD).
|  | Clasificados a semifinales. |

## Fase Clasificatoria

### Fecha 1
| 14 de febrero | Peñarol | 29 - 28 | Dogos XV | Estadio Charrua, Montevideo     |                                 |
|               |         | Reporte |          | Árbitro(s): Nehuén Jauri Rivero | Árbitro(s): Nehuén Jauri Rivero |

| 15 de febrero | Tarucas | 45 - 6  | Cobras | La Caldera del Parque, San Miguel de Tucumán               |                                                            |
|               |         | Reporte |        | Asistencia: 8500 espectadores Árbitro(s): Damián Schneider | Asistencia: 8500 espectadores Árbitro(s): Damián Schneider |

| 15 de febrero | Yacare XV | 29 - 26 | Selknam | Héroes de Curupayty, Luque |                          |
|               |           | Reporte |         | Árbitro(s): Pablo Deluca   | Árbitro(s): Pablo Deluca |

Fecha Libre: Pampas

### Fecha 2
| 21 de febrero | Peñarol | 50 - 15 | Yacare XV | Estadio Charrua, Montevideo |                            |
|               |         | Reporte |           | Árbitro(s): Tomás Bertazza  | Árbitro(s): Tomás Bertazza |

| 22 de febrero | Cobras | 21 - 28 | Selknam | Estádio Du Cambuzano, Jacareí |                               |
|               |        | Reporte |         | Árbitro(s): Juan Manuel López | Árbitro(s): Juan Manuel López |

| 22 de febrero | Dogos XV | 20 - 20 | Pampas | Córdoba Athletic Club, Córdoba |                              |
|               |          | Reporte |        | Árbitro(s): Damián Schneider   | Árbitro(s): Damián Schneider |

Fecha Libre: Tarucas

### Fecha 3
| 28 de febrero | Pampas | 24 - 10 | Peñarol | La Catedral (CASI), San Isidro |                          |
|               |        | Reporte |         | Árbitro(s): Cauã Ricardo       | Árbitro(s): Cauã Ricardo |

| 1 de marzo                                 | Selknam | 45 - 40 | Dogos XV | CARR La Reina, Santiago de Chile |                                |
|                                            |         | Reporte |          | Árbitro(s): Francisco González   | Árbitro(s): Francisco González |
| Primera victoria de Selknam ante Dogos XV. |         |         |          |                                  |                                |

| 1 de marzo | Yacare XV | 30 - 27 | Tarucas | Héroes de Curupayty, Luque |                          |
|            |           | Reporte |         | Árbitro(s): Pablo Deluca   | Árbitro(s): Pablo Deluca |

Fecha Libre: Cobras

### Fecha 4
| 7 de marzo | Tarucas | 14 - 15 | Pampas | La Caldera del Parque, San Miguel de Tucumán |                              |
|            |         | Reporte |        | Árbitro(s): Damián Schneider                 | Árbitro(s): Damián Schneider |

| 7 de marzo | Peñarol | 22 - 18 | Selknam | Estadio Charrua, Montevideo     |                                 |
|            |         | Reporte |         | Árbitro(s): Nehuén Jauri Rivero | Árbitro(s): Nehuén Jauri Rivero |

| 8 de marzo | Dogos XV | 80 - 29 | Cobras | Córdoba Athletic Club, Córdoba |                          |
|            |          | Reporte |        | Árbitro(s): Frank Méndez       | Árbitro(s): Frank Méndez |

Fecha Libre: Yacare XV

### Fecha 5
| 14 de marzo | Pampas | 19 - 7  | Yacare XV | La Catedral (CASI), San Isidro |                                |
|             |        | Reporte |           | Árbitro(s): Francisco González | Árbitro(s): Francisco González |

| 16 de marzo | Selknam | 49 - 24 | Tarucas | CARR La Reina, Santiago de Chile |                            |
|             |         | Reporte |         | Árbitro(s): Tomás Bertazza       | Árbitro(s): Tomás Bertazza |

| 16 de marzo | Cobras | 3 - 35  | Peñarol | Estádio Nicolau Alayon, São Paulo |                         |
|             |        | Reporte |         | Árbitro(s): Mauro Rossi           | Árbitro(s): Mauro Rossi |

Fecha Libre: Dogos XV

### Fecha 6
| 24 de marzo | Dogos XV | 20 - 22 | Tarucas | Córdoba Athletic Club, Córdoba |                              |
|             |          | Reporte |         | Árbitro(s): Damián Schneider   | Árbitro(s): Damián Schneider |

| 29 de marzo | Selknam | 26 - 31 | Pampas | CARR La Reina, Santiago de Chile |                          |
|             |         | Reporte |        | Árbitro(s): Pablo Deluca         | Árbitro(s): Pablo Deluca |

| 29 de marzo | Cobras | 31 - 38 | Yacare XV | Estádio Du Cambuzano, Jacareí  |                                |
|             |        | Reporte |           | Árbitro(s): Gonzalo de Achaval | Árbitro(s): Gonzalo de Achaval |

Fecha Libre: Peñarol

### Fecha 7
| 4 de abril | Pampas | 72 - 14 | Cobras | La Catedral (CASI), San Isidro |                            |
|            |        | Reporte |        | Árbitro(s): Simón Larrubia     | Árbitro(s): Simón Larrubia |

| 5 de abril | Yacare XV | 19 - 24 | Dogos XV | Héroes de Curupayty, Luque |                          |
|            |           | Reporte |          | Árbitro(s): Pablo Deluca   | Árbitro(s): Pablo Deluca |

| 7 de abril | Tarucas | 16 - 21 | Peñarol | La Caldera del Parque, San Miguel de Tucumán |  |
|            |         | Reporte |         |                                              |  |

Fecha Libre: Selknam

### Fecha 8
| 11 de abril | Pampas | 8 - 22  | Dogos XV | La Catedral (CASI), San Isidro |                                |
|             |        | Reporte |          | Árbitro(s): Francisco González | Árbitro(s): Francisco González |

| 12 de abril | Selknam | 39 - 19 | Cobras | CARR La Reina, Santiago de Chile |                            |
|             |         | Reporte |        | Árbitro(s): Tomás Bertazza       | Árbitro(s): Tomás Bertazza |

| 12 de abril | Yacare XV | 36 - 8  | Peñarol | Héroes de Curupayty, Luque   |                              |
|             |           | Reporte |         | Árbitro(s): Damián Schneider | Árbitro(s): Damián Schneider |

Fecha Libre: Tarucas

### Fecha 9
| 25 de abril | Pampas | 39 - 22 | Tarucas | La Catedral (CASI), San Isidro |                               |
|             |        | Reporte |         | Árbitro(s): Juan Manuel López  | Árbitro(s): Juan Manuel López |

| 26 de abril | Cobras | 15 - 74 | Dogos XV | Estádio Du Cambuzano, Jacareí  |                                |
|             |        | Reporte |          | Árbitro(s): Gonzalo de Achával | Árbitro(s): Gonzalo de Achával |

| 26 de abril | Selknam | 17 - 22 | Peñarol | CARR La Reina, Santiago de Chile |                              |
|             |         | Reporte |         | Árbitro(s): Damián Schneider     | Árbitro(s): Damián Schneider |

Fecha Libre: Yacare XV

### Fecha 10
| 2 de mayo | Dogos XV | 39 - 29 | Yacare XV | Córdoba Athletic Club, Córdoba |                            |
|           |          | Reporte |           | Árbitro(s): Simón Larrubia     | Árbitro(s): Simón Larrubia |

| 2 de mayo | Peñarol | 28 - 35 | Tarucas | Estadio Charrua, Montevideo    |                                |
|           |         | Reporte |         | Árbitro(s): Gonzalo de Achával | Árbitro(s): Gonzalo de Achával |

| 3 de mayo | Cobras | 18 - 78 | Pampas | Estádio Nicolau Alayon, São Paulo |                          |
|           |        | Reporte |        | Árbitro(s): Frank Méndez          | Árbitro(s): Frank Méndez |

Fecha Libre: Selknam

### Fecha 11
| 9 de mayo | Tarucas | 41 - 21 | Selknam | La Caldera del Parque, San Miguel de Tucumán |                                |
|           |         | Reporte |         | Árbitro(s): Francisco González               | Árbitro(s): Francisco González |

| 10 de mayo | Yacare XV | 32 - 26 | Pampas | Héroes de Curupayty, Luque   |                              |
|            |           | Reporte |        | Árbitro(s): Damián Schneider | Árbitro(s): Damián Schneider |

| 12 de mayo | Peñarol | 57 - 23 | Cobras | Estadio Charrua, Montevideo |                             |
|            |         | Reporte |        | Árbitro(s): Federico Solari | Árbitro(s): Federico Solari |

Fecha Libre: Dogos XV

### Fecha 12
| 16 de mayo | Tarucas | 29 - 43 | Dogos XV | La Caldera del Parque, San Miguel de Tucumán               |                                                            |
|            |         | Reporte |          | Asistencia: 11 500 espectadores Árbitro(s): Tomás Bertazza | Asistencia: 11 500 espectadores Árbitro(s): Tomás Bertazza |

| 18 de mayo | Yacare XV | 33 - 18 | Cobras | Héroes de Curupayty, Luque     |                                |
|            |           | Reporte |        | Árbitro(s): Francisco González | Árbitro(s): Francisco González |

| 19 de mayo | Pampas | 16 - 18 | Selknam | La Catedral (CASI), San Isidro |                          |
|            |        | Reporte |         | Árbitro(s): Pablo Deluca       | Árbitro(s): Pablo Deluca |

Fecha Libre: Peñarol

### Fecha 13
| 24 de mayo | Dogos XV | 17 - 19 | Peñarol | Córdoba Athletic Club, Córdoba |                          |
|            |          | Reporte |         | Árbitro(s): Pablo Deluca       | Árbitro(s): Pablo Deluca |

| 24 de mayo | Selknam | 20 - 17 | Yacare XV | CARR La Reina, Santiago de Chile |                            |
|            |         | Reporte |           | Árbitro(s): Tomás Bertazza       | Árbitro(s): Tomás Bertazza |

| 25 de mayo | Cobras | 33 - 54 | Tarucas | Estádio Nicolau Alayon, São Paulo |                          |
|            |        | Reporte |         | Árbitro(s): Frank Mendez          | Árbitro(s): Frank Mendez |

Fecha Libre: Pampas

### Fecha 14
| 30 de mayo | Peñarol | 27 - 32 | Pampas | Estadio Charrua, Montevideo |                            |
|            |         | Reporte |        | Árbitro(s): Tomás Bertazza  | Árbitro(s): Tomás Bertazza |

| 30 de mayo | Dogos XV | 31 - 33 | Selknam | Córdoba Athletic Club, Córdoba |                              |
|            |          | Reporte |         | Árbitro(s): Damián Schneider   | Árbitro(s): Damián Schneider |

| 31 de mayo | Tarucas | 44 - 24 | Yacare XV | La Caldera del Parque, San Miguel de Tucumán |                                |
|            |         | Reporte |           | Árbitro(s): Francisco González               | Árbitro(s): Francisco González |

Fecha Libre: Cobras

## Fase final

### Semifinales
| 6 de junio | Pampas | 21 - 27 | Dogos XV | La Catedral (CASI), San Isidro |                          |
|            |        | Reporte |          | Árbitro(s): Pablo Deluca       | Árbitro(s): Pablo Deluca |

| 6 de junio | Peñarol | 34 - 18 | Selknam | Estadio Charrua, Montevideo  |                              |
|            |         | Reporte |         | Árbitro(s): Damián Schneider | Árbitro(s): Damián Schneider |

### Final
| 13 de junio | Peñarol | 35 - 34 | Dogos XV | Estadio Charrua, Montevideo |                            |
|             | Try Bautista Basso 10', 17' Santiago Civetta 30' Manuel Diana 45' Santiago Álvarez Viera 51' Conversión (5/5) Felipe Etcheverry 11', 18', 31', 46', 52' | Reporte | Try Leonardo Gea 39' Agustín Moyano 60' Ignacio Gandini 71' Juan Ignacio Greising Revol 77' Fabricio Griffo Zaradnik 83' Conversión (3/5) Facundo Rodríguez Devoto 72', 78', 83' Penales (1/1) Juan Bautista Baronio 20' | Árbitro(s): Tomás Bertazza  | Árbitro(s): Tomás Bertazza |

| Bandera de Uruguay |
| Campeón Peñarol    |
| Tercer título      |

## Estadísticas

### Máximos anotadores
| Pos. | Nombre                | Equipo    | Pts. |
| ---- | --------------------- | --------- | ---- |
| 1.º  | Juan Bautista Baronio | Dogos XV  | 163  |
| 2.º  | Nicolás Roger         | Tarucas   | 110  |
| 3.º  | Tomás Salas           | Selknam   | 95   |
| 4.º  | Joaquín Lamas         | Yacare XV | 92   |
| 5.º  | Estanislao Renthel    | Pampas    | 88   |
| 6.º  | Felipe Etcheverry     | Peñarol   | 75   |
| 7.º  | Lucas Tranquez        | Cobras    | 63   |
| 8.º  | Valentino Dicapua     | Yacare XV | 48   |
| 9.º  | Raimundo Martínez     | Selknam   | 45   |
| 10.º | Lautaro Cipriani      | Dogos XV  | 40   |

Actualizado al final de la temporada.

## Pretemporada
Se disputaron tres partidos previo al comienzo del torneo entre franquicias participantes a modo de preparación.
| 6 de febrero | Dogos XV | 28 - 15 | Tarucas | Carlos Paz Rugby Club, Villa Carlos Paz |  |
|              |          | Reporte |         |                                         |  |

| 6 de febrero | Dogos XV | 38 - 0  | Tarucas | Carlos Paz Rugby Club, Villa Carlos Paz |  |
|              |          | Reporte |         |                                         |  |

| 7 de febrero | Peñarol | 28 - 47 | Pampas | Old Christians Club, Montevideo |  |
|              |         | Reporte |        |                                 |  |